# 奥蒂斯·戴维斯
奥蒂斯·克兰德尔·戴维斯（英語：Otis Crandall Davis，1932年7月12日—2024年9月14日），美国男子田径运动员。他曾在1960年夏季奥运会田径比赛中获得男子400米和4×400米接力金牌。戴维斯在400米赛事中创造了44.9秒的世界纪录，成为第一个打破45秒大关的人。